# 中川氏
中川氏（なかがわし）は、武家・華族だった日本の氏族。1594年に豊臣秀吉に豊後国岡7万石を与えられ、江戸時代にも外様大名の岡藩主として続き、明治維新後には華族の伯爵家に列した。

## 概要
清和源氏源頼光の末裔と称する。摂津国出身であり、中川清秀は織田信長に仕えて4万400石（12万石とも）を知行する大名となり、信長の横死後は豊臣秀吉に仕えて賤ヶ岳の戦いにおいて、近江国大岩山で奮戦したものの戦死した。その子秀政は1585年（天正13年）に秀吉より１万石加増の13万石とされた上播磨国三木を与えられた。その後、秀政が朝鮮の役の際の鷹狩中に横死し、戦闘中ではない横死は本来は改易のところ、父である中川清秀の賤ヶ岳における忠義に免じて半知での存続が許され、その息子秀成は1594年(文禄3年)に豊後国岡7万400石に移封された。
関ヶ原の戦いでは東軍に付いて領知を安堵され、江戸時代全期を通じて中川氏による岡領有が続いた（岡藩主）。
明治維新後に家督した最期の藩主中川久成は1869年（明治2年）6月の版籍奉還で岡藩知事に転じ、明治4年（1871年）の廃藩置県まで務めた。
廃藩置県の際に定められた家禄は5240石。明治9年の金禄公債証書発行条例に基づき家禄の代わりに支給された金禄公債の額は、14万3670円65銭（華族受給者中46位）。明治前期に久成の住居は東京市芝区南佐久間町にあった。
明治17年（1884年）の華族令の施行に伴い、旧中藩知事として伯爵家に列した。浅野氏からの養子の中川久任伯爵は国光生命保険相互会社社長や貴族院議員を務めている。
中川伯爵家の邸宅は京都市右京区谷口園町にあった。また神戸市須磨区に別邸があった。